# Derivas

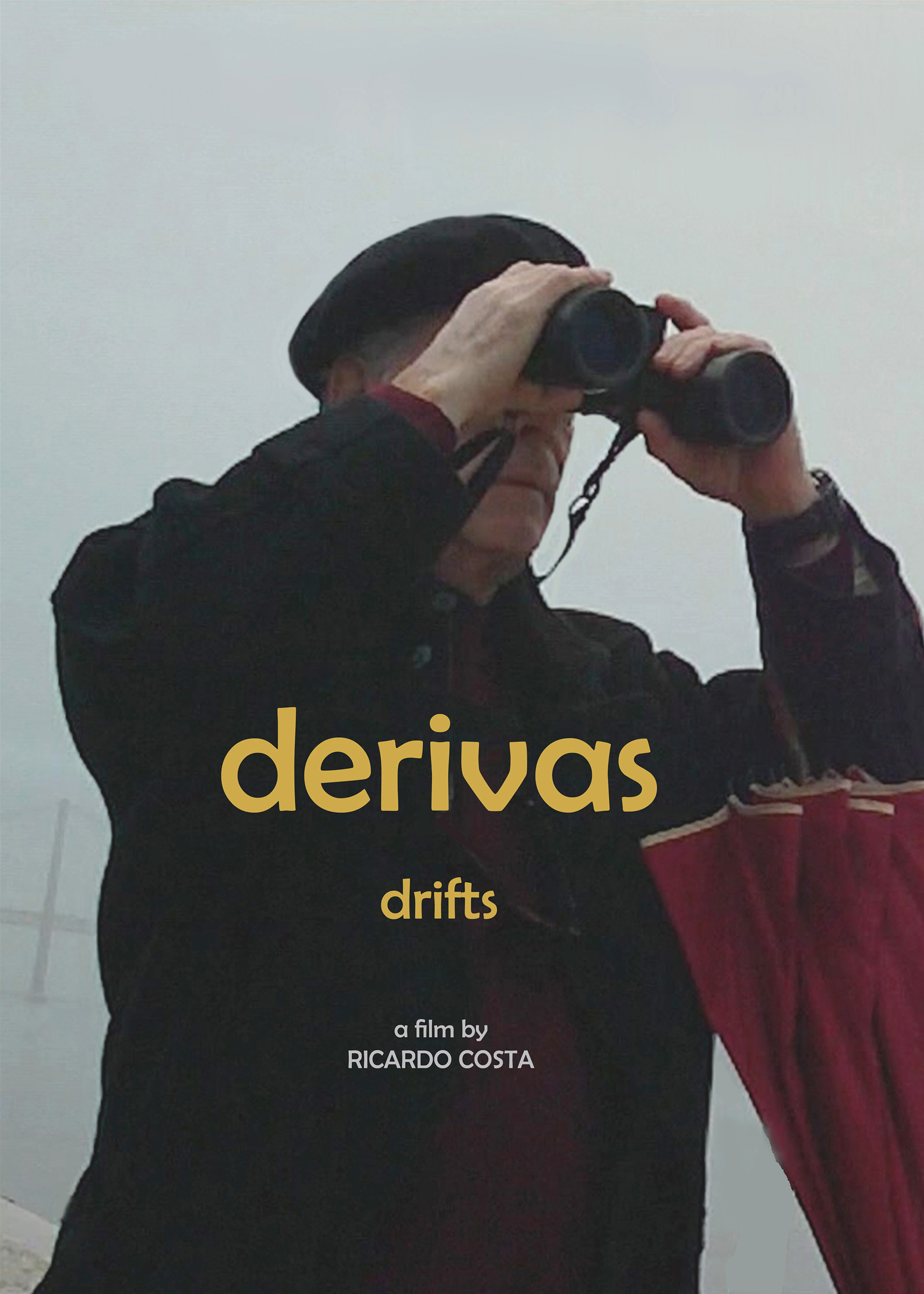
Cartaz do filme

 Derivas (Drifts) é um filme português de longa-metragem de Ricardo Costa.
A acção do filme desenrola-se em Lisboa, cidade que retrata. Brumas, estreado no  Festival de Veneza em 2003 e lançado em Nova Iorque no cinema QUAD em 2011, é o primeiro filme de uma trilogia autobiográfica intitulada Longes (Faraways), no género de docuficção. Brumas  é seguido por Derivas, filmado em  2016 e concluído em 2017. O último filme desta trilogia, Arribas (Cliffs) , é um retorno do protagonista aos locais de Brumas, sua terra natal, e uma surpreendente viagem no tempo. Aí se confronta com situações insólitas e com personagens inquietantes.

## Tema
"Um retrato de Lisboa através das deambulações pela cidade de dois irmãos desfasados. O Tempo e as errâncias do Homem." (Cit. produtor)

## Produção
- Produtor – Ricardo Costa
- Realizador – Ricardo Costa
- Datas de produção – 2011/2013
- Pós-produção – 2014/2016
- Locais – Lisboa, Portugal
- Ante-estreia – 15 de janeiro 2016 (sessão especial no cineclube da Universidade de Évora) [3]

## Ficha artística
- Ricardo  –  Ricardo Costa
- Seu irmão António  –  Ricardo Costa
- Mariana –  Joana Duque[4]
- Relojoeiro – Luis Cousinha[5]
- Historiador do Tempo – Fernando Correia de Oliveira[6]
- Astrofísico – Paulo Crawford [7]
- Lunetas  –  Hélder Costa
- Historiadora – Guya Accornero [8]
- Historiador – Goffredo Adinolfi [9]
- LI – Lígia Pereira
- Jovem perturbado – Duarte Silva
- Argentina  –  em pessoa
- Quim  –  em pessoa
- Habitantes de Lisboa e outras gentes

## Ficha técnica
- Produção, realização, montagem – Ricardo Costa
- Argumento – Ricardo Costa
- Fotografia e câmara – Miguel Serra, Ricardo Costa
- Operadores de som – Nuno Cruz, Nuno Sopa, Pedro Melo, Ana Reis
- Assistentes de imagem – Hugo Alho, Miguel Malheiros, Edivaldo Simões, Ana Teles, Ricardo Duarte, Nuno Antoniotti, António Marques, David Marques, João Brandão  e outros
- Assistentes de som – Hugo Alho, Edivaldo Simões, Ana Teles e outros
- Assistente técnico – Pedro Caldeira (co-montador e criador dos DCP)